# Justicia uber
Justicia uber är en akantusväxtart som beskrevs av C. B. Cl.. Justicia uber ingår i släktet Justicia och familjen akantusväxter. Inga underarter finns listade i Catalogue of Life.